# Poczta Polska

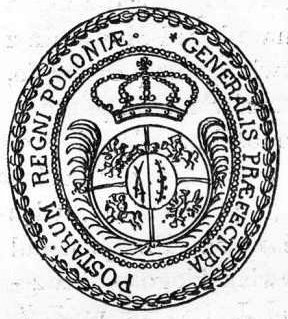
Pieczęć prefektury poczt z okresu Rzeczypospolitej Obojga Narodów za czasów Augusta III Sasa

Poczta Polska S.A. – jednoosobowa spółka Skarbu Państwa, zajmująca się świadczeniem usług pocztowych (listy i paczki), bankowo-ubezpieczeniowych – poprzez spółki z Grupy Kapitałowej Poczty Polskiej (Bank Pocztowy i Pocztowe Towarzystwo Ubezpieczeń na Życie) oraz usług logistycznych. Spółka rozwija także obszar usług cyfrowych (neoznaczek, neolist, neokartka) realizowanych poprzez platformę internetową – Envelo. 
Powstała 1 stycznia 1992 w wyniku rozwiązania przedsiębiorstwa Polska Poczta, Telegraf i Telefon.

## Właściciel Poczty Polskiej
W 2009 r. Poczta Polska stała się jednoosobową spółką akcyjną Skarbu Państwa o nazwie Poczta Polska S.A., co stanowi efekt komercjalizacji przedsiębiorstwa. Założycielem i jedynym akcjonariuszem Spółki jest Skarb Państwa reprezentowany obecnie przez Prezesa Rady Ministrów. Wcześniej Skarb Państwa reprezentowany był przez ministra właściwego do spraw łączności:
- Ministra Infrastruktury (od 2009–2011),
- Ministra Administracji i Cyfryzacji (2011–2015),
- Ministra Infrastruktury i Budownictwa (2015–2018),
- Ministra Infrastruktury (od 2018),
- Prezesa Rady Ministrów (od 2018).

## Obowiązki ustawowe
Poczta Polska pełni funkcję operatora wyznaczonego, tj. operatora zobowiązanego do świadczenia powszechnych usług pocztowych, które dla wspólnego dobra świadczone są w sposób jednolity i po przystępnych cenach. Poczta ma obowiązek na terenie całego kraju 5 dni w tygodniu świadczyć usługi polegające na przyjmowaniu, sortowaniu, przemieszczaniu i doręczaniu:
- przesyłek listowych, w tym poleconych i z zadeklarowaną wartością do 2 kg,
- paczek pocztowych, w tym z zadeklarowaną wartością, do 10 kg (paczki nadesłane z zagranicy mogą mieć masę do 20 kg),
- przesyłek dla ociemniałych do 7 kg.

Dodatkowo musi umożliwić nadawcy, na jego życzenie, uzyskanie dokumentu potwierdzającego odbiór przesyłki rejestrowanej.

## Historia

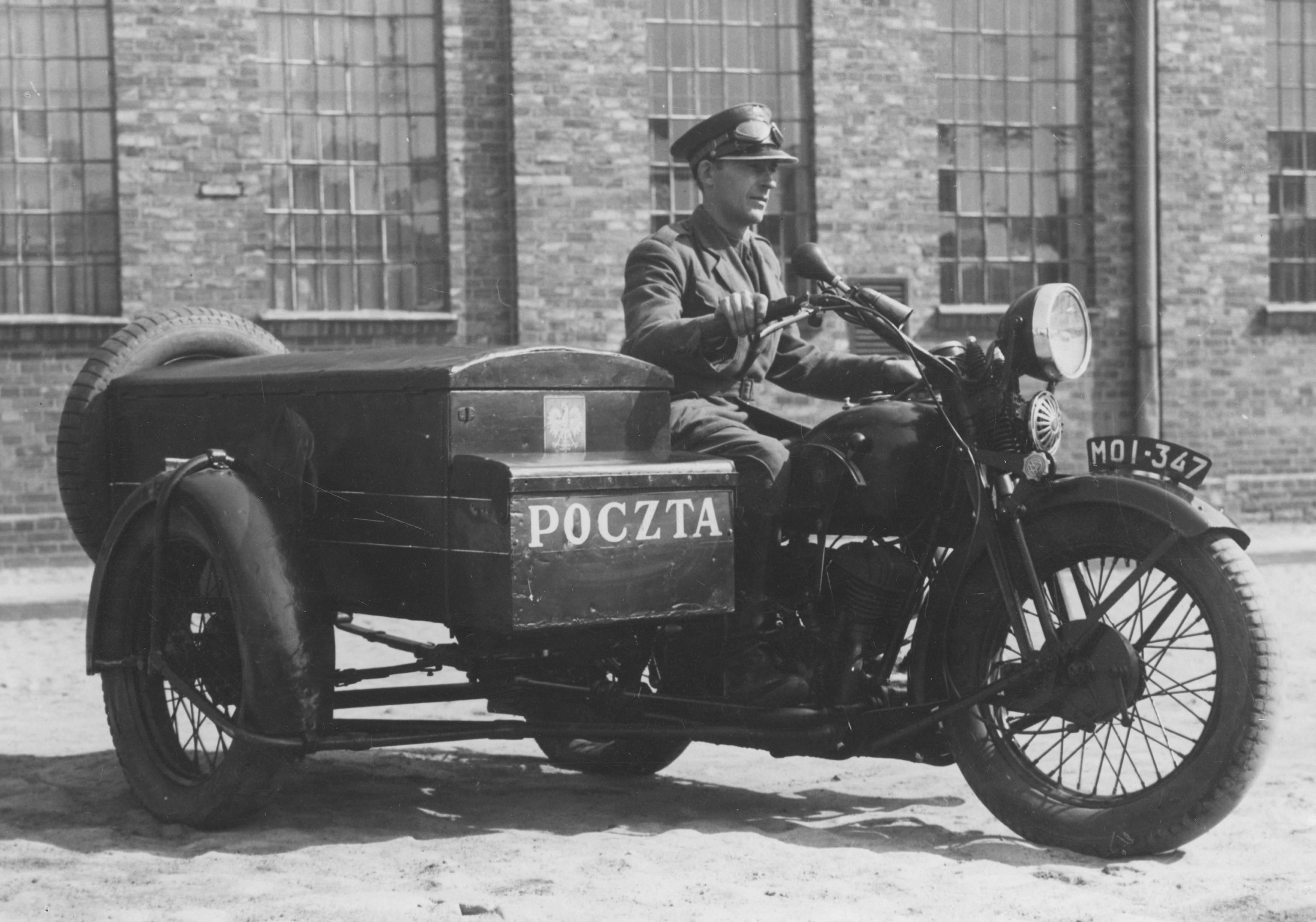
Przedwojenny kurier pocztowy na motocyklu Sokół 1000

Lata 30. Pracownicy Poczty Polskiej przed Urzędem Pocztowo-Telegraficznym w Podhajcach

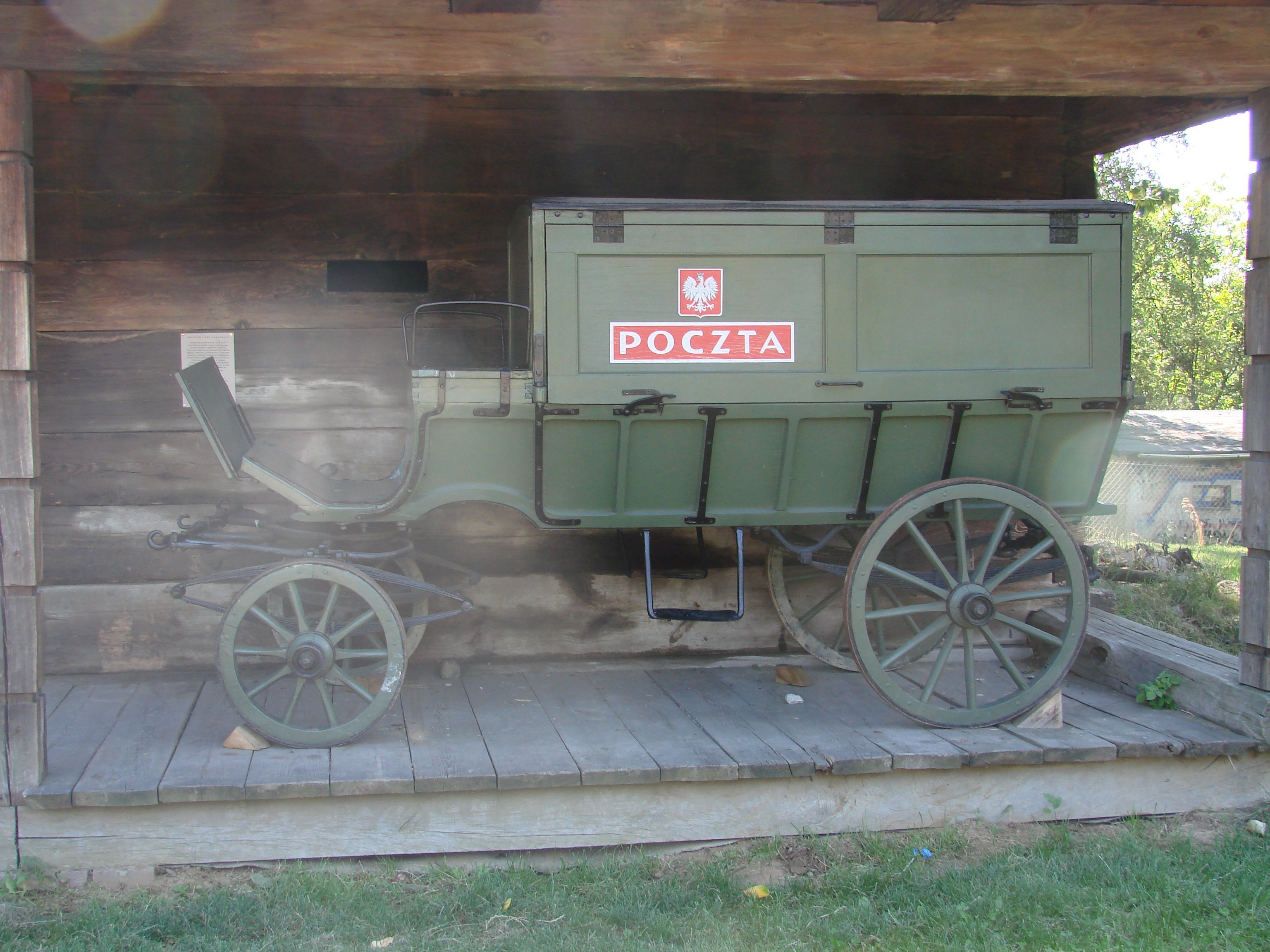
Wóz pocztowy z przełomu XIX i XX wieku odziedziczony po zaborcach

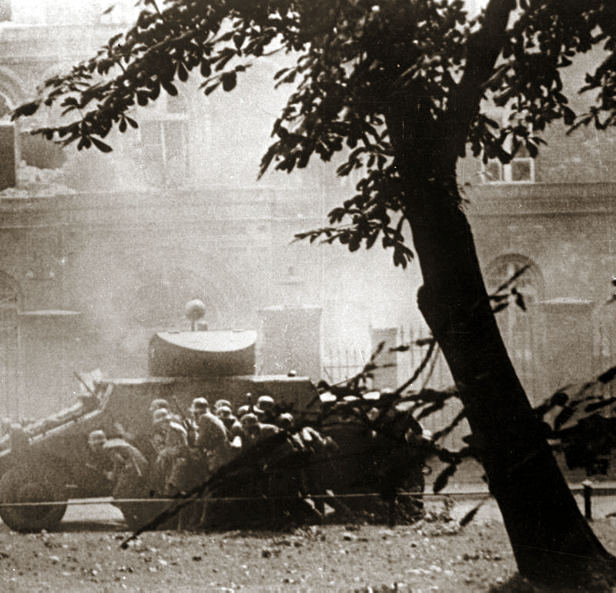
Samochód pancerny ADGZ w ataku na urząd Poczty Polskiej w Wolnym Mieście Gdańsku w 1939 roku

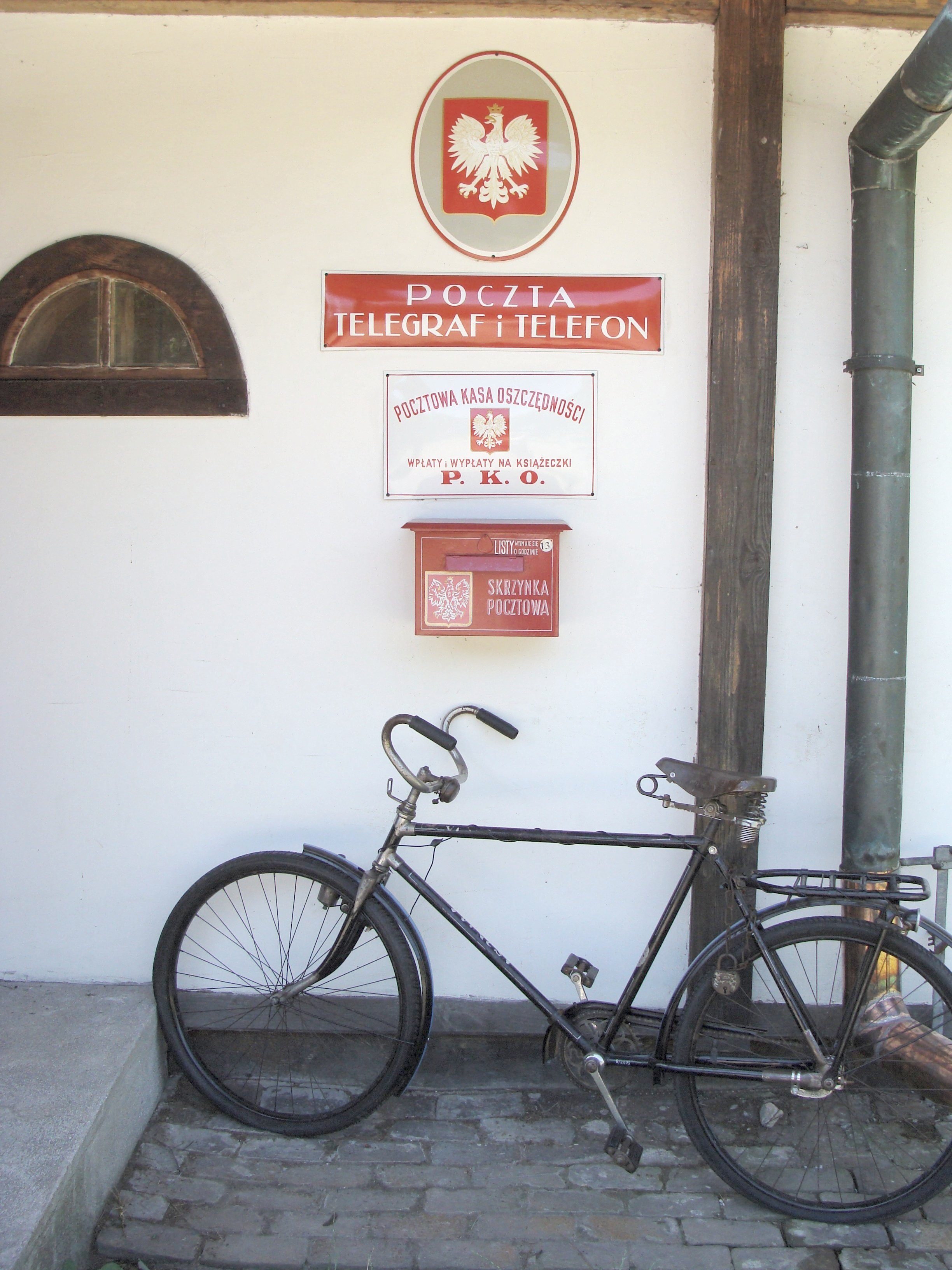
Tablice – oznaczenia przedwojennej Poczty Polskiej, oraz rower polskiego listonosza

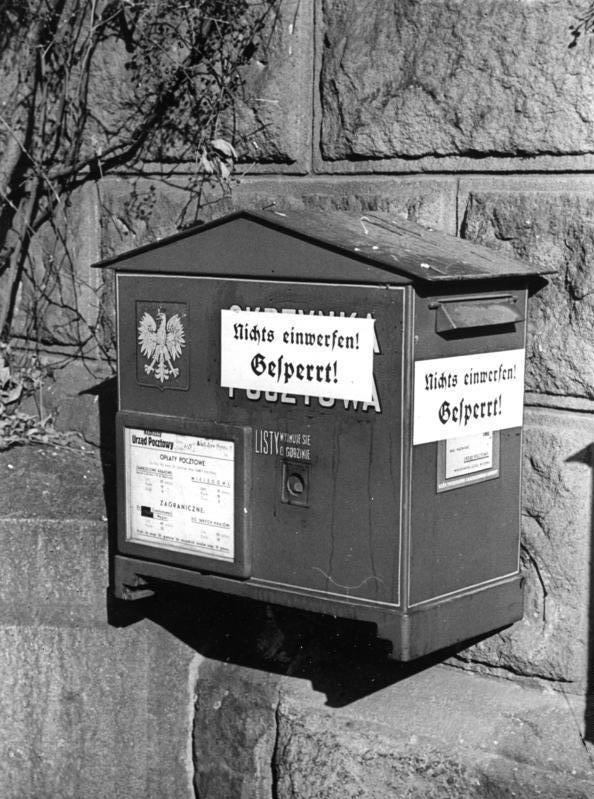
Skrzynka pocztowa podczas niemieckiej okupacji w Poznaniu

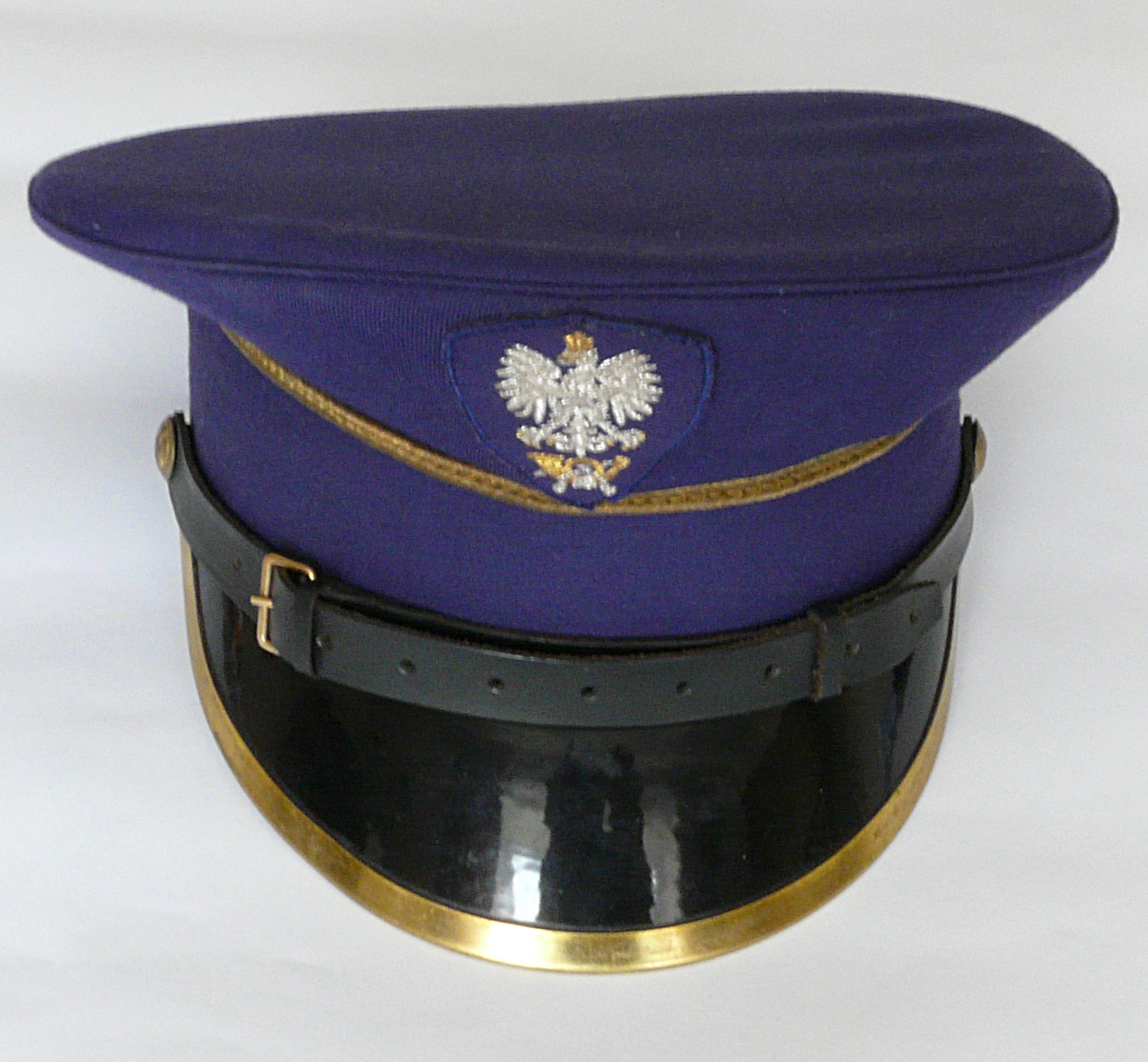
Czapka pracownika Poczty Polskiej w 1999 r.

### Usługi pocztowe w Polsce przedrozbiorowej
Początki funkcjonowania zorganizowanych usług pocztowych na terenie Polski związane są z tworzeniem się ośrodków władzy książęcej oraz królewskiej. Piastowscy władcy wysyłali oraz otrzymywali informacje dzięki systemowi posług komunikacyjnych zwanych podwodami. Zobowiązywało ono lokalnych przedstawicieli władzy do utrzymywania specjalnych pomieszczeń oraz dostarczanie koni dla przewożących informacje posłańców. Wprowadzenie prawa podwodów w średniowiecznej Polsce przypisuje się Bolesławowi Chrobremu, który utworzył rozbudowaną sieć komunikacyjną niezbędną do funkcjonowania administracji państwowej. Być może system ten wywodził się z wcześniejszych praw zwyczajowych, jednak pierwsze zapisane informacje na temat występowania tego prawa na ziemiach polskich znajdują się w łacińskich dokumentach wystawianych przez władców polskich oraz zawarte zostały w powstałym na przełomie XIII i XIV wieku „Najstarszym Zwodzie Prawa Polskiego” zwanym również „Księgą elbląską”. Regulował on zasady przesyłania korespondencji pomiędzy władcami, obsługi poselstwa przez wsie, przewozu rzeczy oraz odpowiedzialności za powierzone mienie.
Do rozwoju i upowszechnienia się w Polsce organizacji pocztowej przyczyniły się rozwój handlu oraz poczta kupiecka, która swoją genezę wywodziła z potrzeby komunikowania się kupców w sprawach handlowych. Kupcy ci pochodzili z Niemiec, a później także z Włoch, z tymi zatem krajami utrzymywano najbardziej ożywione kontakty. W XIV i XV w. Kraków kontaktował się z niemieckimi miastami za pośrednictwem posłańców, wynagradzanych przez kupieckie konfraternie. Najlepiej urządzoną tego rodzaju pocztę kupiecką posiadali Fuggerowie, którzy pod koniec XV w. założyli swoje faktorie w Krakowie. Pierwotnie służyły one do handlu miedzią, z czasem jednak zaczęły załatwiać również operacje finansowe. Poczta Fuggerów wykorzystywana była początkowo jedynie do podtrzymywania łączności między tymi faktoriami a biurem centralnym w Augsburgu. W późniejszych latach z usług tej poczty korzystali król Zygmunt I Stary, królowa Bona i podkanclerzy Piotr Tomicki. Drugą – obok fuggerowskiej – poważną pocztą kupiecką była poczta Seweryna Bonera. Dom bankowy Bonera utrzymywał stałych agentów, którzy pośredniczyli w przesyłaniu korespondencji osób prywatnych. Seweryn Boner w porozumieniu z pocztą rodziny Thurn-Taxis usiłował zaprowadzić w Krakowie pocztę regularną, co udało się mu na małą skalę, ale po jego śmierci przedsiębiorstwo to upadło. Do powstania stałej polskiej poczty przyczyniła się śmierć królowej Bony w 1557 r., gdyż król Zygmunt II August w celu wyegzekwowania spadku musiał utrzymywać stałą i regularną korespondencję z Włochami.
Dnia 18 października 1558 r. monarcha udzielił przywileju na urządzenie i kierowanie pocztą Włochowi Prosperowi Prowanie. Z poczty tej, kursującej z Krakowa do Wenecji, mogły również korzystać osoby prywatne, mimo że koszty jej utrzymania ponosił król. Prowana szybko jednak wszedł w konflikt z rodziną Thurn-Taxis, która kontrolowała połączenia pocztowe w Austrii, na Węgrzech i we Włoszech. Doprowadziło to do cofnięcia po czterech latach nadanego Prowanie przywileju. 11 lipca 1562 r. król zawarł nowy układ z Krzysztofem Taxisem, dyrektorem naczelnym poczty cesarskiej w Wiedniu, na mocy którego objął on wszystkie poczty w Polsce, tworząc jednolitą instytucję pod nazwą Poczta Polska, czyli Królewska. W jej skład wchodziła poczta włoska (Kraków-Wiedeń-Wenecja) i poczta litewska (Kraków-Warszawa-Wilno). Posłaniec pocztowy wyjeżdżał z Krakowa w każdą niedzielę rano, do Wiednia przybywał w środę, a następnie wyjeżdżał do Wenecji, gdzie przybywał po siedmiu dniach podróży. Na Litwę kurier udawał się w środę każdego tygodnia, by po tygodniowej jeździe pojawić się w Wilnie. Tak więc list z Krakowa do Wenecji „szedł” 10 dni, a z Krakowa do Wilna – dni 7. Opłata pocztowa wynosiła 3 grosze od 1 łuta wagi przesyłki prywatnej. Przesyłki króla i dworu były zwolnione od opłaty, ale monarcha wypłacał roczną subwencję na rzecz poczty w wysokości 1500 talarów (1200 na pocztę włoską, 300 na litewską). Kwotę tę pobierano w czterech ratach z cła krakowskiego. Cały dochód z poczty otrzymywał jej dyrektor, który w zamian musiał troszczyć się o jej utrzymanie i zaopatrzenie.
Chociaż poczta polska pod zarządem nowego dyrektora zyskała rozległe i dobre połączenia zagraniczne, to jednak w wyniku rozmaitych intryg już po dwóch latach umowa z Taxisem została rozwiązana. Nowym dyrektorem poczty został Włoch Piotr Maffon, mieszczanin krakowski, który 9 stycznia 1564 roku otrzymał odpowiedni przywilej na prowadzenie poczty w okresie pięciu lat. W okresie tym zaznaczył się wyraźny regres tej instytucji, m.in. zabrakło stałego połączenia z Wenecją. W związku z tym, kontrakt z Maffonem został rozwiązany przed terminem, a o kierownictwo poczty zaczął ubiegać się Sebastian Montelupi, jeden z najbogatszych mieszczan krakowskich. Stosowny przywilej otrzymał on 18 listopada 1568, ale zarząd poczty objął dopiero na mocy poszerzonego przywileju z dn. 22 czerwca 1569 roku. Z chwilą objęcia poczty zwanej „królewską” przez Sebastiana Montelupiego, zakończył się jej początkowy okres rozwoju. Królewska poczta Montelupiego zobowiązana była dostarczać królowi przesyłki co tydzień, gdy władca przebywał w dowolnym miejscu w Koronie lub co trzy tygodnie, gdy przebywał na Litwie. Trasa do Wenecji obsługiwana była co 15 dni, a do Wilna co 17 dni. Za swoje usługi Montelupi otrzymywał rocznie 1300 talarów oraz korzystał z opłat za prywatne przesyłki. Do jego dyspozycji stały też podwody królewskie. Siedzibą poczty była Kamienica Montelupich w Krakowie przy Rynku Głównym nr 7.

### II wojna światowa
Podczas II wojny światowej, rząd Rzeczypospolitej Polskiej na uchodźstwie wznowił 15 grudnia 1941 roku działalność Poczty Polskiej, bazując na agencjach pocztowych utworzonych na okrętach Marynarki Wojennej, stanowiących suwerenne terytorium polskie, a od kwietnia 1942 także na statkach Polskiej Marynarki Handlowej. Zgodnie z przepisami Międzynarodowej Konwencji Pocztowej, korespondencja przyjmowana była na statkach tylko na pełnym morzu, a na okrętach na morzu lub w porcie, po czym dalej była ekspediowana do adresatów za pośrednictwem innych poczt. Wyłączony był obrót pocztowy z krajami nieprzyjacielskimi i okupowanymi. Nie było możliwe nadawanie listów przez Pocztę Polską na terytorium Wielkiej Brytanii, lecz kilka razy do roku (m.in. przed świętami) umożliwiono polskim żołnierzom przesyłanie listów na okręty, na których były one opatrywane znaczkami pocztowymi i nadawane dalej. W latach 1941–1944 miały miejsce cztery emisje polskich znaczków pocztowych. W związku z cofnięciem uznania polskiemu rządowi na emigracji, znaczki utraciły moc obiegową 11 lipca 1945 roku.

### Wydarzenia

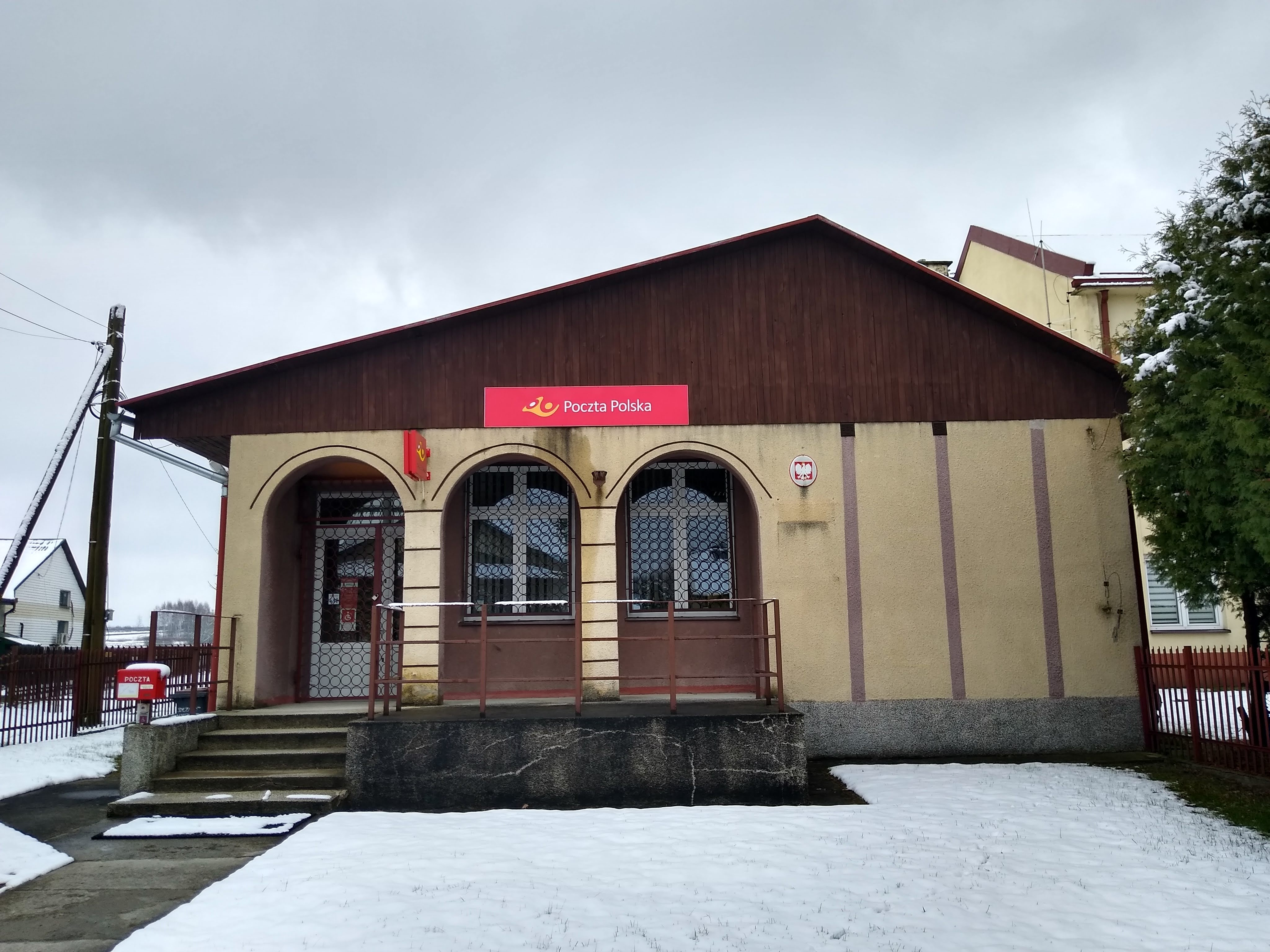
Urząd pocztowy w Niwiskach

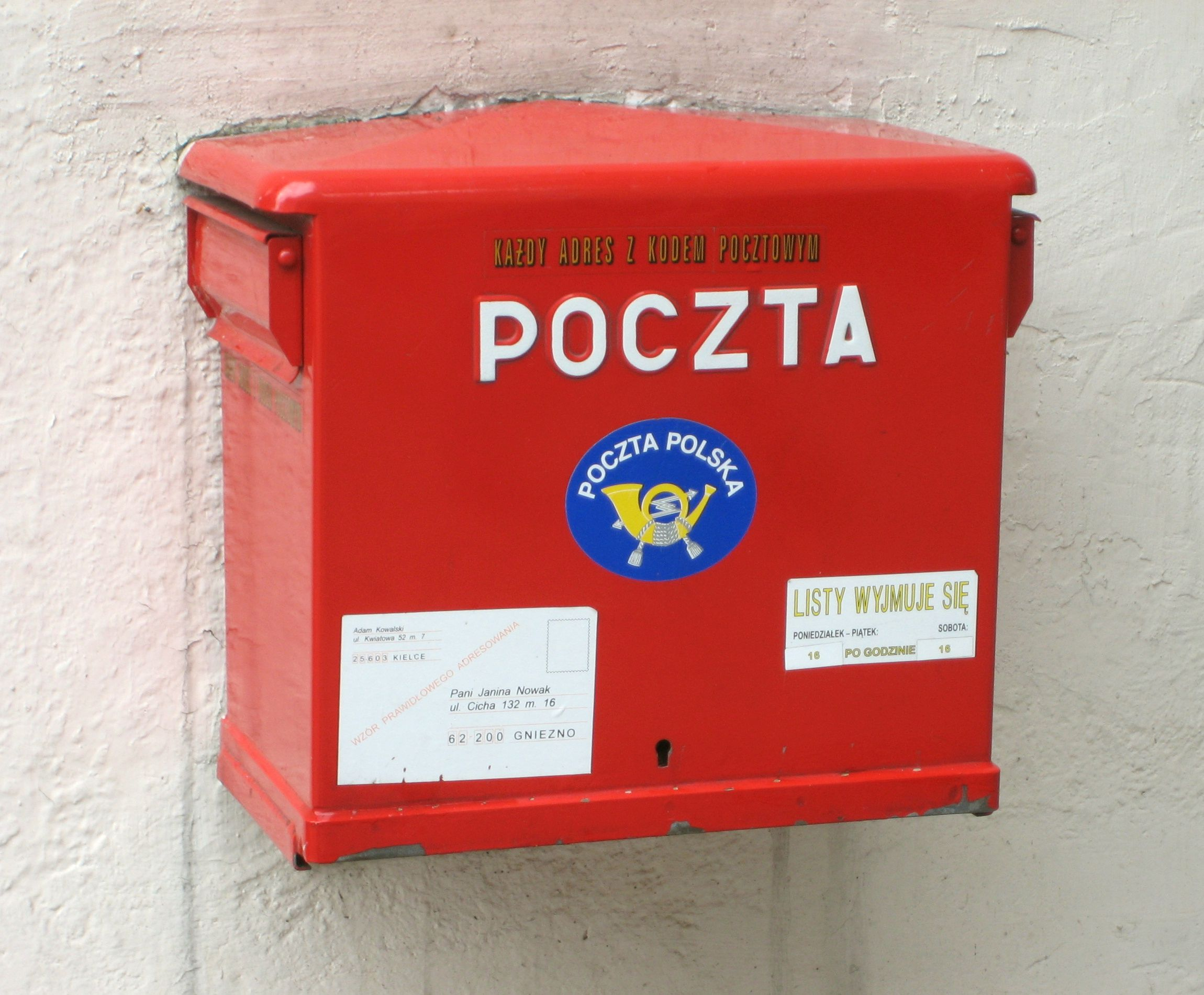
Współczesna skrzynka pocztowa

- 18 października 1558 – utworzenie Poczty Królewskiej, jako sformalizowanej instytucji publicznej, przez Zygmunta Augusta, który „ustanowił stałe połączenie pocztowe między Krakowem a Wenecją przez Wiedeń, za pomocą poczty, czyli koni rozstawnych”. 18 października jest oficjalnym świętem Poczty Polskiej.
- 1 marca 1848 – decyzją Poczt Królestwa Polskiego rozpoczęto przewóz poczty koleją, pierwszy transport odbył się na trasie z Warszawy do Częstochowy.
- 7 lutego 1919 – dekret o tymczasowych przepisach pocztowych uznaje usługi pocztowe, telegraficzne i telefoniczne za własność państwa[11].
- 1928 rok – powstało przedsiębiorstwo państwowe „Polska Poczta, Telegraf i Telefon”[12].
- 1 września 1939 – obrona Poczty Polskiej w Gdańsku i udział funkcjonariuszy Poczty Polskiej w kampanii wrześniowej na terytorium całego kraju.
- 11 października 1941 – dekret Prezydenta Rzeczypospolitej o tymczasowym przekazaniu Ministrowi Skarbu praw i obowiązków dotyczących Państwowego Zarządu Poczt i Telegrafów oraz przedsiębiorstwa „Polska Poczta, Telegraf i Telefon”[13].
- 15 grudnia 1941 – wznowienie działalności Poczty Polskiej z wykorzystaniem agencji pocztowych na okrętach Marynarki Wojennej[10].
- 1944 rok – uruchomiono okręg pocztowy w Lublinie, co uznaje się za początek współczesnej Poczty Polskiej.
- 1985 rok – państwowe przedsiębiorstwo „Polska Poczta, Telegraf i Telefon” zostaje przekształcone w państwową jednostkę organizacyjną „Polska Poczta, Telegraf i Telefon”[14].
- 1991 rok – państwowa jednostka organizacyjna „Polska Poczta, Telegraf i Telefon” zostaje przekształcona w państwowe przedsiębiorstwo użyteczności publicznej „Poczta Polska” i Telekomunikację Polską Spółkę Akcyjną[15].
- 1 września 2009 roku – państwowe przedsiębiorstwo użyteczności publicznej „Poczta Polska” zostaje przekształcone w Spółkę Akcyjną Poczta Polska[16].
- czerwiec 2011 – Poczta Polska rezygnuje z transportu przesyłek pocztowych kolejowymi wagonami pocztowymi. Poczta Polska posiadała własny tabor, wagony pocztowe kursujące w składach pociągów osobowych i pośpiesznych kursujących na sieci Polskich Kolei Państwowych.
- 1 stycznia 2012 roku – wprowadzenie nowej struktury organizacyjnej – 62 oddziały rejonowe zostały przekształcone w 17 regionów sieci[17][18].
- 19 września 2013 – Poczta Polska wprowadza elektroniczne awizo i elektroniczne potwierdzenie doręczenia[19].
- styczeń 2015 – klienci mogą już skorzystać z Neolistu rejestrowanego z platformy Envelo – honorowanego w taki sam sposób jak tradycyjny list polecony.
- luty 2023 - wprowadzenie usługi Polski Kryptoznaczek 1.0.
- wrzesień 2023 − wniesienie aportem do spółki przez Ministerstwo Aktywów Państwowych (jako pokrycie nowej emisji akcji) 100% udziałów w przedsiębiorstwie państwowym Wojskowe Zakłady Graficzne.

### Muzea
Funkcjonują następujące pocztowe placówki muzealne:
- Muzeum Poczty i Telekomunikacji we Wrocławiu,
  - filia Muzeum w Kościelcu,
- Muzeum Poczty Polskiej w Gdańsku.

### Dyrektorzy generalni i prezesi zarządu

#### Państwowe przedsiębiorstwo użyteczności publicznej „Poczta Polska”
- Grzegorz Szermanowicz (1991–1997)[20]
- Piotr Szarzyński (1997–1998)[20]
- Zbigniew Niezgoda (1998–1999)[20][21]
- Mariusz Wiatrowski (1999–2000)[20][22]
- Jacek Turczyński (2000–2001)[23][24]
- Leszek Kwiatek (2001–2003)[24][25]
- Andrzej Siniakiewicz (październik–listopad 2003), p.o.[25]
- Tadeusz Bartkowiak (2003–2006)[25]
- Zbigniew Niezgoda (2006–2007)[25]
- Andrzej Polakowski (2007–2009)[25]

#### Poczta Polska SA
- Andrzej Polakowski (2009–2010)[26]
- Jerzy Jóźkowiak (2011–2016)[26]
- Marek Chibowski (luty–maj 2016 jako prezes zarządu, maj–lipiec 2016 jako przewodniczący rady nadzorczej delegowany do pełnienia obowiązków prezesa zarządu)[26]
- Przemysław Sypniewski (2016–2020)[26]
- Tomasz Zdzikot (kwiecień–lipiec 2020 jako członek rady nadzorczej delegowany do pełnienia obowiązków prezesa zarządu, 2020–2022 jako prezes zarządu)[26]
- Krzysztof Falkowski (2022–2024)[26]
- Sebastian Mikosz (od 2024)[26][27]

## Zarząd
Członkami Zarządu Poczty Polskiej są:
- Sebastian Mikosz – prezes
- Piotr Szajczyk – wiceprezes zarządu
- Wiesław Strąk – wiceprezes zarządu
- Sławomir Żurawski – wiceprezes zarządu

## Usługi
- przesyłka listowa
  - kartka pocztowa
  - kryptofilatelistyka
  - list zwykły
  - list polecony

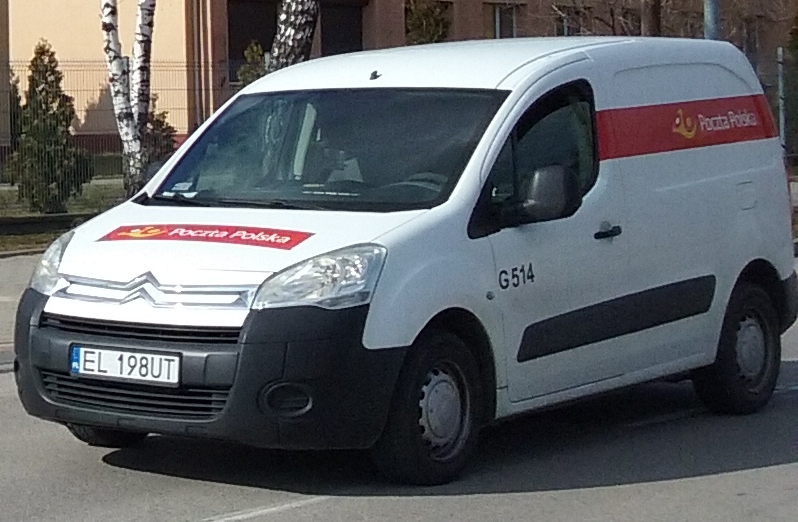
Miejski samochód pocztowy Poczty Polskiej

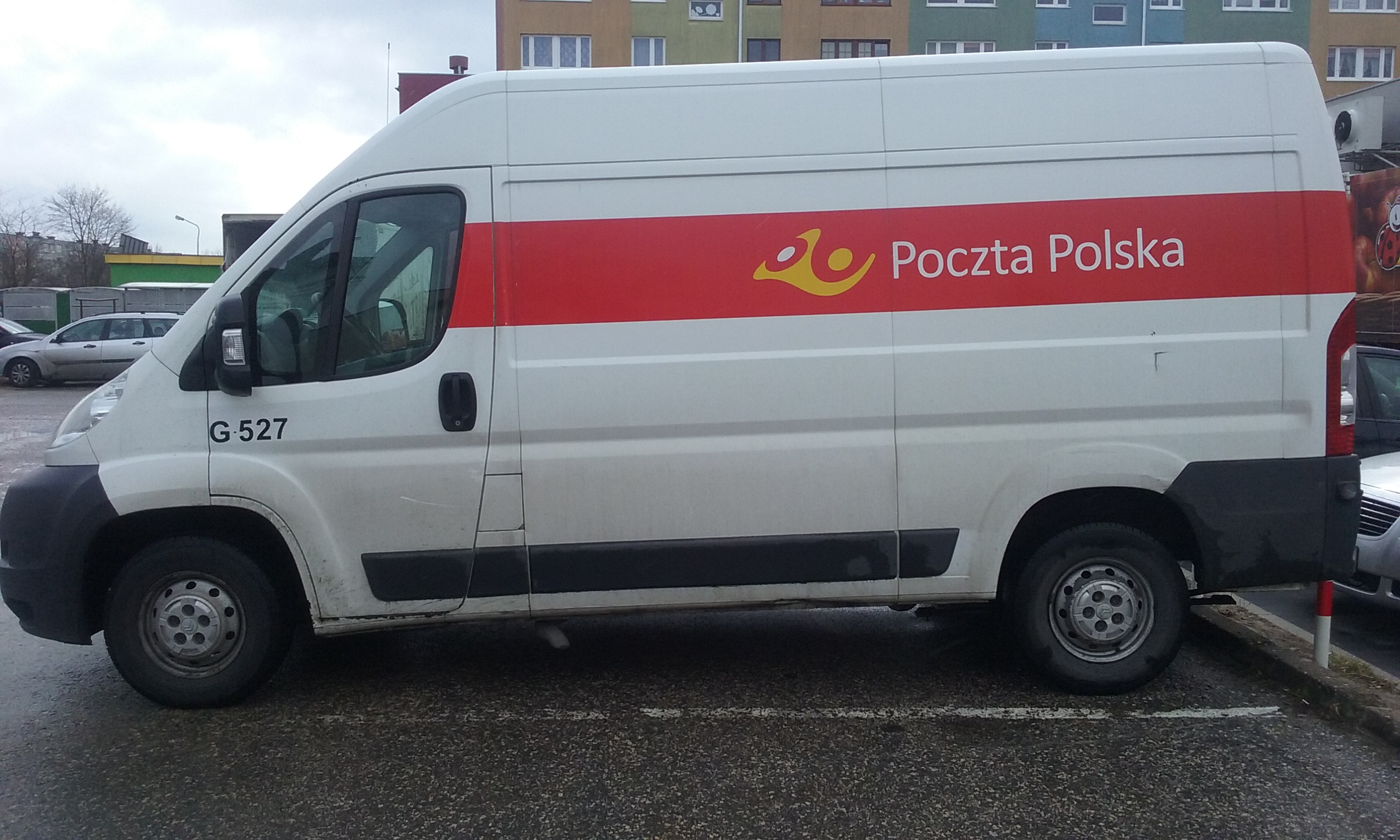
Samochód o zasięgu powiatowym Poczty Polskiej

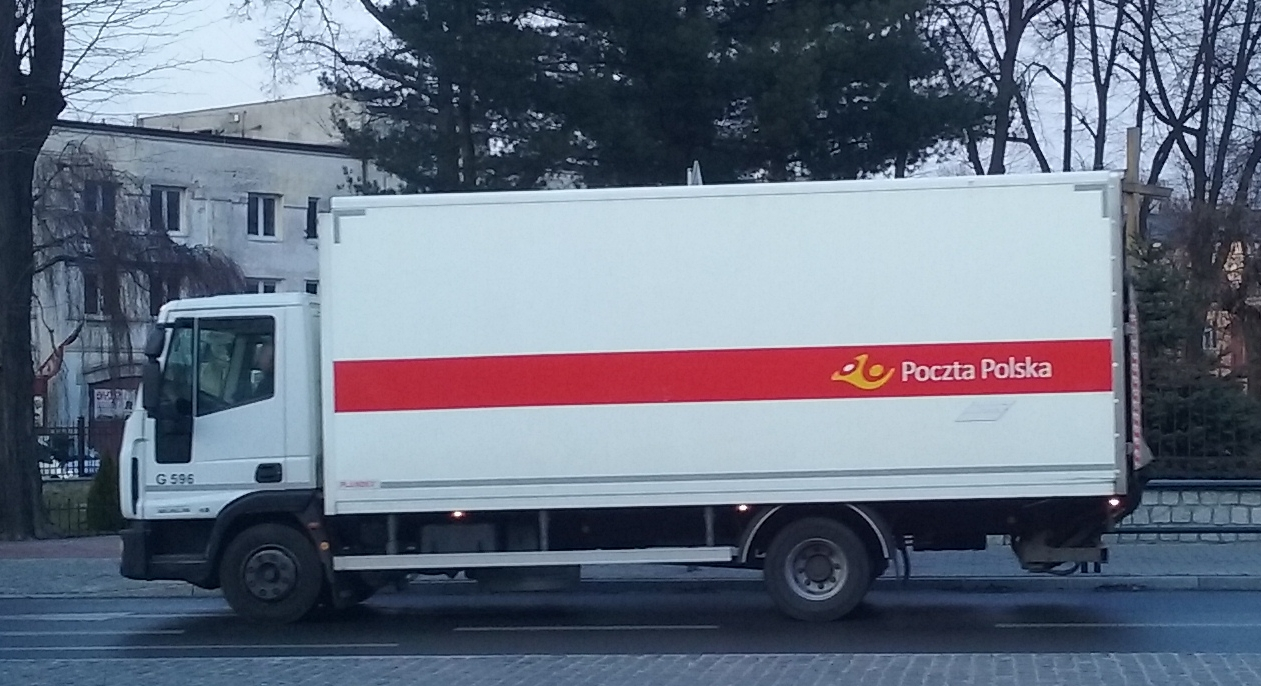
Samochód do przewozów regionalnych Poczty Polskiej

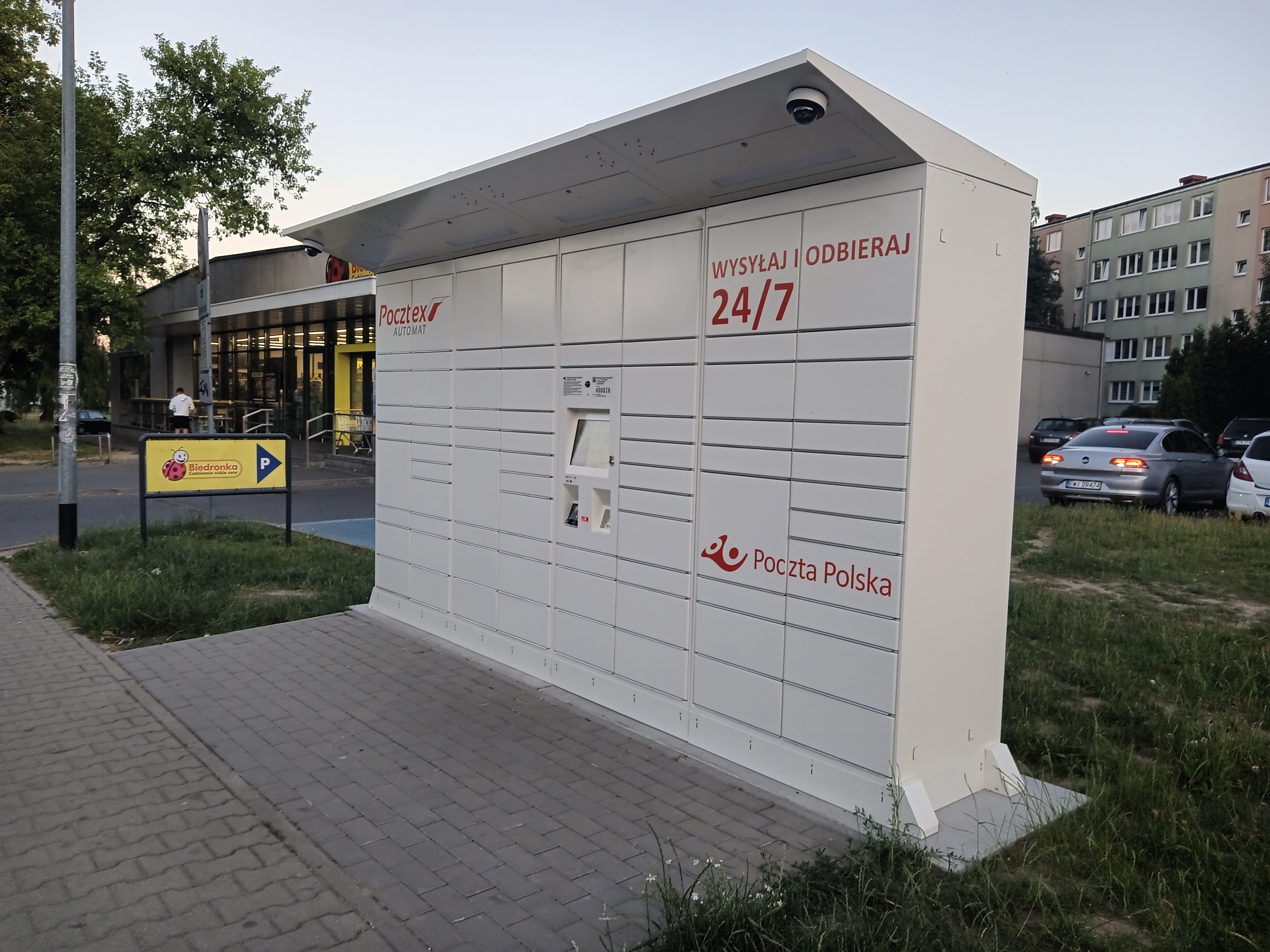
Automat paczkowy Poczty Polskiej (Tomaszów Mazowiecki)

    - eMonitoring – śledzenie przesyłki[33]
    - elektroniczne potwierdzenie doręczenia albo zwrotu – SMS lub poczta elektroniczna[34]
    - elektroniczne awizo – SMS lub poczta elektroniczna (alternatywna forma dla tradycyjnego papierowego powiadomienia)[19]
    - potwierdzenie odbioru[35]

  - list wartościowy
- neokartka
- neoznaczek
- neolist
- ekspres pieniężny
- telegram, w tym również i nadawany na blankiecie ozdobnym (do 2018[36])
- przekaz pocztowy
- przesyłka biznesowa
- druk bezadresowy
- przesyłki reklamowe
- paczka pocztowa, w tym: Pocztex (przesyłka kurierska), paczka mini, paczka24, paczka48
- przesyłka pobraniowa
- logistyka gotówki
- wpłaty na rachunki bankowe, składek ZUS, oraz na rachunek organu podatkowego
- abonament radiowo-telewizyjny
- abonament filatelistyczny
- prenumerata prasy
- Przesyłka Paletowa

## Funkcjonowanie Poczty Polskiej

### Jakość usług i wyniki finansowe

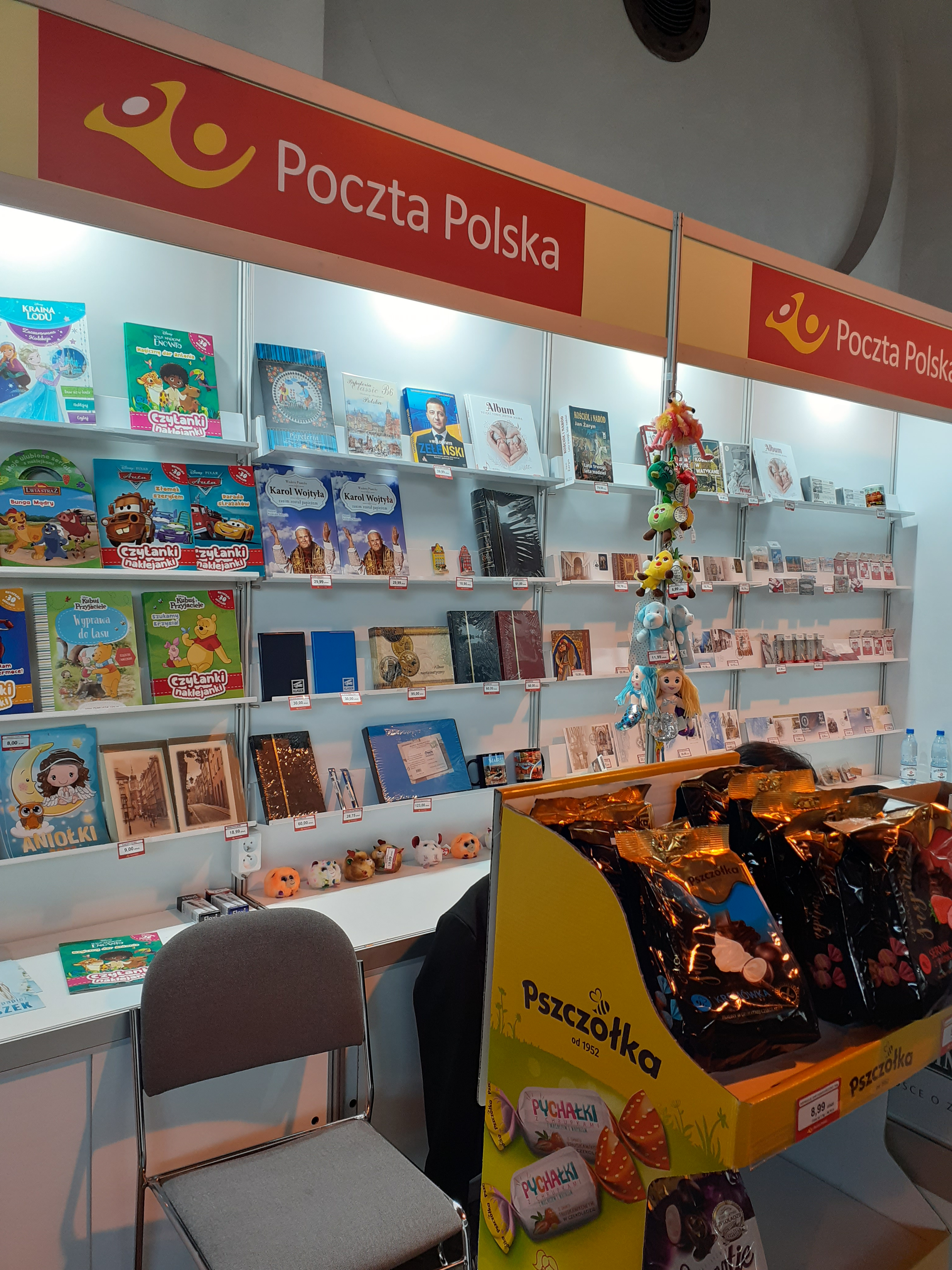
Stoisko Poczty Polskiej wystawione podczas Targów Wydawców Katolickich w Warszawie (2022)

W 2009 roku Poczta Polska miała 190 mln zł straty, w 2008 – 215 mln zł. Według zarządu Poczty Polskiej upowszechnienie faktur elektronicznych mogło przynieść Poczcie straty rzędu 170–200 mln złotych. We wrześniu 2010 r. Poczta Polska wspólnie z Ministerstwem Sprawiedliwości, jednym z jej najważniejszych klientów, rozpoczęła pilotaż polegający na elektronicznym potwierdzaniu odbioru przesyłek poleconych.
W 2012 roku kontrola NIK wykazała, że organizacja pracy placówek pocztowych nie jest dostosowana do potrzeb konsumentów jej usług. Poczta w niewystarczającym stopniu wdrażała program restrukturyzacji, na którego zakup wydała łącznie 8 mln zł, a efekty wdrożenia nie były weryfikowane. Poczta wydała także 13 mln zł na system informatyczny, który nie działał. NIK podkreśliła jednak, że od 2010 r. spółka podjęła działania restrukturyzacyjne, które pozwoliły jej na wypracowanie zysku za 2011 r. w wysokości 105,8 mln zł. W lipcu 2011 r. powołano nowy Zarząd, którego głównym zadaniem był rozwój firmy i realizacja kluczowych inicjatyw restrukturyzacyjnych. Nowy Zarząd Spółki położył nacisk na rozwój usług paczkowo-kurierskich oraz oferty tzw. e-usług, łączących tradycyjne sposoby komunikacji z wykorzystaniem nowoczesnych technologii.
Poczta Polska do 2017 roku planowała przeznaczyć ponad 1,3 mld zł na sfinansowanie planu inwestycyjnego, w tym inwestycje kapitałowe w strategicznych obszarach. Nakłady inwestycyjne miały być finansowane do 85% ze środków własnych. Spółka stawia na rozwój rynku paczkowego, nowoczesnych usług bankowo-ubezpieczeniowych, logistyki, a także komunikacji cyfrowej.
W październiku 2013 roku Poczta Polska uruchomiła narzędzie, dzięki któremu klienci mogą w Internecie kupić i wydrukować znaczki pocztowe, wysłać listy lub kartki, które w papierowej formie dostarczy listonosz. Jest to możliwe dzięki platformie internetowej działającej pod marką Envelo. To rozwiązanie, które pozwala na korzystanie z usług pocztowych w każdym miejscu i o każdej porze. Wynik brutto Grupy Poczty Polskiej wyniósł w 2013 roku blisko 200 mln zł, przy niecałych 160 mln zł rok wcześniej.
W 2013 r. Poczta Polska przeznaczyła 250 mln zł na inwestycje rozwojowe (w stosunku do 190 mln w latach 2011–2012), czyli na unowocześnienie logistyki (rozwój floty samochodowej) i sieci sprzedaży, a także na informatyzację i inwestycje kapitałowe. 2013 rok pomimo negatywnych trendów rynkowych był czwartym z rzędu, w którym Poczta Polska odnotowała dodatni wynik finansowy.

### Związki zawodowe
W 2025 roku w przedsiębiorstwie działało 97 związków zawodowych.

### Konkurencja
Poczta Polska od kilku lat systematycznie traci monopol na kolejne rodzaje przesyłek. Do końca 2012 roku korzystała z ustawowego przywileju posiadania obszaru zastrzeżonego, który dawał jej uprawnienia do wyłącznego wykonywania usług przyjmowania i doręczania przesyłek o masie do 50 g. Jednocześnie do 24 sierpnia 2008 roku właściciele i administratorzy budynków mieli obowiązek wymienić oddawcze skrzynki, będące własnością Poczty Polskiej, na skrzynki europejskie dostępne dla wszystkich operatorów pocztowych.
W 2012 roku ukończone zostały prace nad nowelizacją ustawy Prawo pocztowe, która pomimo likwidacji monopolu formalnego utrzymała jednak monopol faktyczny np. w przesyłkach urzędowych. W 2014 InPost wygrał przetarg na doręczanie korespondencji sądowej, ale stracił taką możliwość w 2015.

## Kontrowersje
Według portalu tvn24.pl Poczta Polska poczyniła przygotowania do korespondencyjnych wyborów prezydenckich, które miały się odbyć 10 maja 2020, lecz ostatecznie się nie odbyły. Mimo braku obowiązujących przepisów poczta już w kwietniu 2020 podpisała umowy związane z organizacją wyborów opiewające na blisko 70 mln zł. W związku z tym związkowcy z Wolnego Związku Zawodowego Pracowników Poczty złożyli zawiadomienie o możliwości popełnienia przestępstwa przez Zarząd Poczty Polskiej. Prokuratura odmówiła wszczęcia śledztwa.
W 2021 roku Poczta otrzymała ponad 53 mln zł rekompensaty, a w 2023 złożyła pozew do sądu w sprawie odzyskania kwoty 12 mln z VAT. 
11 sierpnia 2024 roku z władz Poczty zostali usunięci reprezentanci pracowników: Robert Czyż i Magdalena Lebiedź zostali odwołani z funkcji członków Rady Nadzorczej, a Andrzej Bodziony został zawieszony w prawach członka zarządu.

W marcu 2025 Prezes UODO poinformował o nałożeniu na Pocztę Polską kary w wysokości 27 mln zł, a na ministra cyfryzacji 100 tys. zł za przetwarzanie bez podstawy prawnej danych osobowych obywateli w związku z organizacją korespondencyjnych wyborów prezydenckich w 2020, które ostatecznie się nie odbyły.